# 羅怡文
羅怡文（Yiwen Luo，1963年4月29日—）是中華人民共和國出身的實業家。日本連鎖家電行LAOX社長，中文產業株式會社社長。

## 人物
中國上海市出身。上海財經大学畢業後，在上海市第一百貨商店擔任勤務工作。1989年來到日本。1991年成為東京大學大學院經濟學研究科研究生，1996年完成横濱國立大學大學院經濟研究科。
1992年，位於東京都池袋的中文書店開店，中國語新聞『中文導報』創刊。1995年就任中文產業株式会社的社長；1997年前往ラクラクコミュニケーションズ株式会社任職。
2006年，設立上海新天地株式会社（現在是日本觀光免税株式会社），成為該社社長。
2009年成為乐购仕（LAOX）的社長，乐购仕是面向中國人的綜合免稅店兼家电零售商。

## 外部連結
- 社長問候（社長挨拶） - 企業情報 - 中文産業株式会社 （页面存档备份，存于）